# 苏尼加
苏尼加（西班牙語：Zúñiga）是西班牙纳瓦拉的一个市镇。总面积16平方公里，总人口173人（2001年），人口密度11人/平方公里。